# جشنواره فیلم مستقل هالیوود

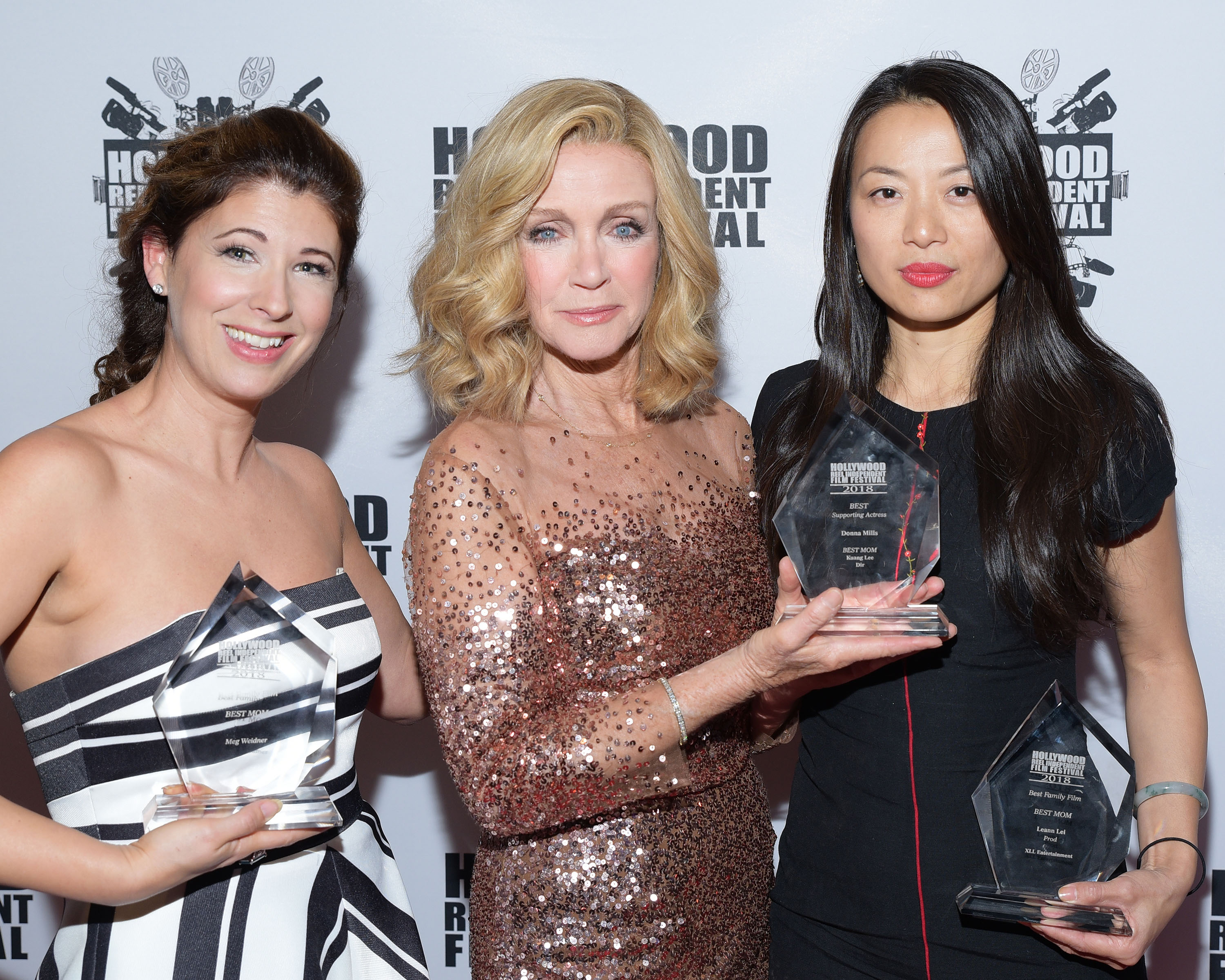
Hollywood Reel Independent Film Festival winners holding their trophies

جشنواره فیلم مستقل هالیوود (انگلیسی: Hollywood Reel Independent Film Festival) (معمولاً به صورت اختصار: "HRIFF")یک جشنواره فیلم با تمرکز بر فیلم مستقل است.